# 370
Het jaar 370 is het 70e jaar in de 4e eeuw volgens de christelijke jaartelling.

## Gebeurtenissen

### Europa
- De Hunnen, een nomadisch ruitervolk, steken de Wolga en de Don over. De Alanen en de Ostrogoten worden in Oost-Europa door hen onderworpen. Ze veroorzaken hiermee de Grote Volksverhuizing.
- De Saksen worden in het Frankische gebied bij Diessen (Nederland) door de foederati verslagen. De Salische Franken vestigen zich in Noord-Gallië.
- Keizer Valentianus I sluit uiteindelijk vrede met koning Macrianus van de Alemannen, die vanaf die tijd een vriendschappelijke relatie onderhoudt met het Romeinse Rijk.

### Klein-Azië
- Basilius de Grote, metropoliet van Caesarea (Cappadocië), stelt kerkelijke regels op die voor Griekse monniken bindend zijn.

### Celyon
- Koning Upatissa (r. 370-410) volgt Buddhadasa op als heerser van Celyon.

## Geboren
- Alarik I, koning van de Visigoten (overleden 410)
- Claudius Claudianus, Latijns schrijver (waarschijnlijke datum)
- Hypatia, Grieks wiskundige en filosofe (overleden 415)
- Pharamond, koning van de Salische Franken (waarschijnlijke datum)
- Synesius van Cyrene, bisschop en filosoof (overleden 413)